# Josef Rödl
Josef Rödl (* 1949 in Darshofen) ist ein deutscher Regisseur und Drehbuchautor. Seit seinem Abschluss an der Hochschule für Fernsehen und Film München ist in den Bereichen Film, Fernsehen, Oper und Theater tätig. Mit seinem Abschlussfilm an der Hochschule Albert – warum?, der mit Laiendarstellern gedreht wurde, sorgte er 1978 für Aufsehen. Mit der Regie für die Serien Tatort und Anwalt Abel war er mehrmals im Fernsehen vertreten. Von 2001 bis 2016 lehrte er als Professor an der Hochschule für Fernsehen und Film München.

## Beruflicher Werdegang
Von 1964 bis 1968 arbeitete Rödl als Kraftfahrzeugmechaniker. Parallel dazu besuchte er die Abendschule. 1972 machte er in Nürnberg über den Zweiten Bildungsweg Abitur, dann ein Jahr Zivildienst. Von 1973 bis 1976 studierte er an der Hochschule für Film und Fernsehen München, Abteilung III. In seiner Jugend hatte Rödl Texte als Ausdrucksmittel gewählt, erst während seines Studiums entdeckte er sein Interesse dafür, mit Bildern Geschichten zu erzählen.
Rödl setzte zahlreiche eigene Spielfilm-, Fernseh-, Kurzfilm- und Opernprojekte um. Bei einer ganzen Reihe von eigenen Filmen übernahm Rödl auch über die Rübezahl-Filmproduktion GmbH und J.-Rödl-Filmproduktion die Produktion oder Koproduktion. Damit sicherte er sich ein Mitspracherecht beim Einsatz von finanziellen Mitteln und Menschen in der deutschen Produktionslandschaft, die Rödl „halbprofessionell“ nennt: „In Deutschland ist zu wenig Geld für den relativ hohen Anspruch da.“
Im Jahr 2000 wurde er als Professor im Bereich Szenenbild (Dramaturgie des Raumes im Film / in der Fotografie) an die Hochschule Rosenheim berufen, um die Verantwortung für den neu geschaffenen Bereich Szenografie zu übernehmen. 2001 wurde dieser Bereich in die Hochschule für Film und Fernsehen München integriert, wo Rödl bis 2016 den Lehrstuhl Filmischer Raum / Szenenbild innehatte. Für Rödl ist der Raum der „Schnittpunkt der Illusion“, „der Hauptdarsteller.“
Josef Rödl gehörte 2003 zu den Gründungsmitgliedern der Deutschen Filmakademie.

## Werkverzeichnis

### Spielfilme (Regie)
- 1976: Am Wege stehen und nicht wissen, wohin sich drehn., (auch Drehbuchautor und Koproduzent), Übungsfilm im Rahmen des Studiums an der Hochschule für Fernsehen und Film München, 1977 vom Bayerischen Fernsehen gesendet
- 1978: Albert – warum?, (auch Drehbuchautor und Koproduzent), Abschlussfilm an der Hochschule, 108 Minuten
- 1982: Grenzenlos (dänischer Spielfilm, auch Drehbuchautor und Produzent), 107 Minuten, dänischer Spielfilm, Darsteller (Auswahl): Therese Affolter, Sigi Zimmerschied, Antonia Rödl, Ursula Strätz
- 1986: Der wilde Clown (auch Drehbuchautor und Koproduzent)

### Fernsehfilme (Regie)
- 1977: Neues aus Uhlenbusch, Episoden Jürgen will raus und Eierdiebe (auch Drehbuchautor und Produktion)
- 1980: Franz – Der leise Weg, ZDF, 90 Minuten, (auch Drehbuchautor)
- 1993: Tatort: Alles Palermo (auch Drehbuchautor), Bayerisches Fernsehen, 29. August 1993, mit den Kommissaren Batic, Leitmayr und Menzinger
- 1993: Alarm auf Station 2
- 1996: Anwalt Abel: Ihre Zeugin, Herr Abel. (Drehbuchautor: Fred Breinersdorfer)
- 1996: Anwalt Abel: Ein Richter in Angst. (Drehbuchautor: Fred Breinersdorfer)
- 1996: Tatort: Schattenwelt (auch Drehbuchkoautor und Nebenrolle), Bayerisches Fernsehen, 22. September 1996, mit den Kommissaren Batic, Leitmayr und Menzinger
- 1997: Anwalt Abel: Das schmutzige Dutzend. (Drehbuchautor: Fred Breinersdorfer)
- 1997: Anwalt Abel: Erpresserspiel.
- 1998: Schalom, meine Liebe, zweiteiliger Fernsehfilm, je Teil 90 Minuten, (auch Drehbuchautor)
- 1999: Hurenmord – Ein Priester schweigt, Thriller, Sat.1, 92 Minuten (Drehbuchautoren: Christiane Sadlo, Hermann Kirchmann)
- 2000: Tatort: Nach eigenen Gesetzen (auch Drehbuchautor), Hessischer Rundfunk, gesendet am 16. Januar 2000, mit Kommissar Brinkmann

### Fernseh-Studioregie
- 2000: Rauschzustand München: ein zwiefach Hoch samt Föhn und allem anderen., Fernsehstudioproduktion, Aufführung im Theater im Schlachthof, München mit Rolf P. Parchwitz (Theaterregie), Christiane Blumhoff (Darstellerin), Luise Kinseher (Darstellerin), Michaela Stögbauer (Darstellerin), Günter Knoll (Drehbuch), Dick Städtler (Filmmusik), Bayerischer Rundfunk.
- 2006: Spezlwirtschaft (Produktion: Bayerischer Rundfunk)

### Kinderfilme (Regie)
- 1982: Jürgen will raus, Episode 38 der ZDF-Serie Neues aus Uhlenbusch (auch Drehbuchautor und Produzent)
- 1982: Eierdiebe, Episode 39 der ZDF-Serie Neues aus Uhlenbusch (auch Drehbuchautor und Produzent)

### Dokumentarfilm (Regie)
- 2010: Kabarett, Kabarett (auch Drehbuchautor), Uraufführung am 9. Mai 2010 beim 25. Internationalen Dokumentarfilmfestival München, 90 Minuten, im Auftrag des Bayerischen Rundfunks, mit Sigi Zimmerschied, Dieter Hildebrandt, Luise Kinseher, Josef Hader, Georg Schramm, Frank-Markus Barwasser, Ottfried  Fischer, Simone Solga, Django Asül, Urban Priol, Gerhard Polt, Bruno Jonas, Henning Venske, Jochen Busse, Matthias Deutschmann, Martin Puntigam, Josef Pretterer, Peter Sodann, Ernst Röhl, Werner Finck.  Filmmusik: Golly

### Kurzfilme
- 2003: Mein Mörder, Mein Mann (Regie und Drehbuch), Filmmusik: Golly
- 2008: Tage wie Jahre (Darsteller des Nikolaus Hasselvander; Regie: Konstantin Ferstl)

### Videofilm (Regie)
- 1986: Betondeppn (Video-Produktion mit Sigi Zimmerschied)

### Kammeropern (Regie)
- 1999 Albert – warum?, nach dem gleichnamigen Film (Regie und Libretto), Komponist: Enjott Schneider, Theater Regensburg.
- An der schönen blauen Donau (Regie und Co-Autor), Komponist: Franz Hummel, Theater Regensburg.
- Fräulein Julie (Regie), Komponist: Antonio Bibalo, Theater Regensburg.

### Theater (Regie)
- 2000/2011: Alkaid – Pelzig hat den Staat im Bett. von Frank-Markus Barwasser, Residenztheater München
- 2009: Tage wie Nächte (auch Autor), Metropoltheater, München
- 2020: Angst essen Seele auf, Zentraltheater, München

### Kameraführung
- 1994: Schartl (Regie, Drehbuchautor, Produzent und Musik: Sigi Zimmerschied)[5]

### Texte
- 1986: Der wilde Clown: ein Film, mit Beiträgen von Joseph Berlinger, Michael Kuttan und Sigi Zimmerschied, Andreas-Haller-Verlag, Passau, ISBN 3-88849-014-6.
- 1986: Auf der Suche nach der verlorenen Heimat (1986). In: Hans Helmut Prinzler, Eric Rentschler (Hrsg.): 100 Texte zum westdeutschen Film 1962 – 1987., Verlag der Autoren, Frankfurt (Main), 2001, S. 319–322, ISBN 3-88661-232-5. Erstmals erschienen in: Hans Helmut Prinzler, Eric Rentschler (Hrsg.): Augenzeugen. 100 Texte neuer deutscher Filmemacher. Verlag der Autoren, Frankfurt 1987.
- 1988: Josef Rödl im Gespräch mit Annamaria Percavassi: Che cos’è lo Heimatfilm? Conversazione con Josef Rödl. In: La Capella Underground. A cura di Annamaria Percavassi, Leonardo Quaresima, Elfi Reiter: Il villaggio negato. La Baviera e il cinema tedesco degli anni ottanta. La Casa Usher Firenze 1988, S. 97–101 (italienisch).
- 2013: Eine allein macht allein (Janis Joplin), in: Thomas Kraft (Hrsg.): The Beat goes on!, Langen Müller Verlag München, S. 97–109, ISBN 978-3-7844-3317-2, S. 97–109.

## Auszeichnungen und Nominierungen
- 1978 Deutscher Kritikerpreis
- 1978 Förderpreis der Abendzeitung, München[6]
- 1979 Deutscher Filmpreis, (damals: Bundesfilmpreis in Gold) für die beste Nachwuchsregie für Albert – warum?
- 1979 FIPRESCI-Preis und Otto-Dibelius-Preis der Internationalen Evangelischen Jury auf der 29. Berlinale für Albert – warum?[7]
- 1979 Nominierung für den Gold Hugo/Best Feature auf dem Chicago International Film Festival für Albert – warum?[8]
- 1983 Internationale Filmfestspiele von Cannes, Reihe Quinzaine des Réalisateurs, mit Grenzenlos[9]
- 1983 Special Mention auf dem Internationalen Filmfestival von Locarno für Grenzenlos[10]
- 1989 Filmpreis der Stadt Hof auf den 12 Hofer Filmtagen[11]

## Teilnahme an Festivals
- 1976 Hofer Filmtage: Am Wege steh’n und nicht wissen, wohin sich dreh’n[12]
- 1980: Hofer Filmtage: Franz – Der leise Weg.
- 1986: Hofer Filmtage: Der wilde Clown.
- 1995: Hofer Filmtage: Anwalt Abel – Ein Richter in Angst.
- 2010: Wasserburger Theatertage: Tage wie Nächte[13]

## Einflüsse

### Vorbilder
Rödls frühe Spielfilme sind in Stil und Intention vom italienischen Neorealismus beeinflusst.
In Grenzenlos finden sich Verweise auf Rainer Werner Fassbinder, den Rödl als zentrale Persönlichkeit des Neuen Deutschen Films würdigt: Es wird dessen Film Angst essen Seele auf erwähnt, später ist in einer Szene im Hintergrund das Plakat zu diesem Film zu sehen.

### Abgrenzungen
Rödl wendet sich gegen die „Möchtegern-Hollywoodianer“, gegen die Nachahmung des amerikanischen Films, wie sie in den 1980er Jahren auf den Filmhochschulen gelehrt wurde. Zwar bewundert Rödl Amerika, stellt aber fest, dass junge deutsche Filmemacher Identität suchen, und diese sich nicht im Ausland, sondern nur in Deutschland selbst finden lässt.
Vielfach wurde Rödl mit dem Heimatfilm in Verbindung gebracht. Während der deutsche Heimatfilm der 50er Jahre aber eine verklärte Heimat zeigt, sieht Rödl im Film die Möglichkeit, die Realität, den Alltag auf die Leinwand zu bringen. Seine Idealvorstellung vom Kino ist es zuzulassen, dass die Menschen ihren Alltag erzählen und sich so zeigen, wie sie sind. Wenn dann solch ein Film im Fernsehen gezeigt wird, wird das Medium zum Mittel, um eine Geschichte zu transportieren; und die Zuschauer aus dem ländlichen Raum fühlen sich respektiert, weil die Geschichte sie unmittelbar angeht.

## Einzelne Werke

### Albert – warum?(1978)
Der behinderte Protagonist Albert, der in jeder Szene des Filmes präsent ist, wird nach seiner Rückkehr aus einer Nervenheilanstalt verspottet und erhängt sich am Glockenseil der Kirche. In seiner Abwesenheit hat sein Vater den Hof an seinen Neffen Hans übertragen und damit Albert, der als einziger Sohn den Hof hätte erben sollen, an den Rand gedrängt. Albert stellt während einer mehrtägigen Abwesenheit von Hans unter Beweis, dass er sehr wohl die Anforderungen der bäuerlichen Arbeitswelt erfüllen kann. Auf die Rückkehr des Hoferben und die damit verbundene erneute Degradierung jedoch reagiert er subversiv: Er verunstaltet ein Feld mit dem Pflug, lässt ein Schwein im Fluss ertrinken und Baumstämme ins Wasser rollen. Sein Wunsch nach befriedigender Arbeit und Zuneigung bleibt unerfüllt.
Die lange, statische Einstellung bei der Ankunft im Dorf ist der Ausgangspunkt. Die Bilder sind stilisiert, man hört nur Musik, „man ahnt noch die Ferne, in der Albert lebte.“ Erst als Albert die Realität des Dorfes erreicht, kommen die realistischen Geräusche. Bei der Steigerung des Leidensweges seines Protagonisten setzt Rödl mit Großaufnahmen und Panoramaschwenk behutsam melodramatische Akzente: Ein Schnapsglas zeigt den Ortswechsel in die Kneipe an, Großaufnahmen des Gesichts machen die zunehmende Verzweiflung deutlich, ein Panoramaschwenk durch das Wirtshaus offenbart die Leere dort. So steigert Rödl den Leidensweg seines Protagonisten bis zum verhängnisvollen, irrealen und religiös gefärbten Ende.

### Franz – Der leise Weg(1980)
Franz ist ein Außenseiter im Dorf, seit einem Unfall in der frühen Jugend behindert. Er versucht, durch die Ehe mit einer wohlhabenden Bauerntochter in die Gemeinschaft aufgenommen zu werden, scheitert aber. Ein mit Laiendarstellern besetztes Außenseiterdrama, in dem das ländliche Milieu der Oberpfalz präzise dokumentiert und Heimat als düster-beengendes Gefängnis geschildert wird.

### Grenzenlos(1982)
Als könnte sie jeden Augenblick vom Dorf gerichtet werden, steht die Protagonistin Agnes zu Beginn des Films auf einem Hügel, eine Vogelscheuche und eine fluchende Hexe neben ihr, und sucht Schutz in einer Ruine. Sie hat eine erotische Beziehung zu einem Jungen im Dorf. Alpträume und Verstörung plagen sie, seit sie vergewaltigt wurde und dabei einen Mann in den Tod stieß. Mit einer Freundin geht sie in die Stadt, kehrt aber heim zu Adi, den sie früher verschmäht hat. Sie sagt: „Zu zweit ist es leichter als allein. Das ist das Glück.“, doch ein hinzugefügtes „Oder?“ stellt die Idylle in Frage.

### Der wilde Clown(1986)
Jakob lebt in einem bayerischen Dorf, das von einem ausufernden amerikanischen Truppenübungsplatz Grafenwöhr nahezu zum Verschwinden gebracht wurde. Sein Gegenspieler, Boss genannt, ist ein Bauunternehmer und Nachtclubbesitzer, der großspurig einen vermeintlichen American Way of Life praktiziert. Dieser hat es auf das Grundstück von Jakobs entmündigter Tante abgesehen, die in einer Nervenheilanstalt eingesperrt ist; er will dort ein Vergnügungszentrum bauen. Der Boss verschafft Jakob Arbeit und versucht mit Hilfe seiner Geliebten Janis, durch eine List das Grundstück von Jakob zu bekommen. Als dieser den Plan durchschaut, zieht er eine Uniform an und verbarrikadiert sich in einem Schuppen am Truppenübungsplatz. Von dort aus beginnt er den Kampf gegen den Boss, nimmt ihm seinen Cadillac und seine Geliebte, befreit die Tante – er wähnt sich in der Freiheit Amerikas, will mit dem Stadtstreicher Paule im Schuppen Liebe und Anarchie verwirklichen. Aber Janis hat andere Träume. Als überraschend ihr Mann, ein amerikanischer Offizier, auftaucht, entscheidet sie sich für ihn.
Anspielungen auf Casablanca und Marilyn Monroe sind deutlich erkennbar.
Die deutsche Kritik reagierte ablehnend auf den Film oder nannte ihn allenfalls „widerborstig“. Anerkennung erntete er zwar für Passagen, die die Thematik von Rödls frühen Spielfilmen aufgreifen: „Immer dann, wenn Rödl von Heimat spricht und Bilder trügerischer Idyllen zeigt, atmet der Film Lebendigkeit aus.“ Kritisiert wurde jedoch, dass der häufige Wechsel zwischen verschiedenen Stilen verwirre und ermüde: Rödl ließe seine tragische Geschichte als Komödie beginnen, versuche mit Slapstickeinlagen Heiterkeit zu erzielen und parodiere Chaplin und Nosferatu, ohne dass sich der Sinn dafür erschließen lasse.
Dagegen war die New York Times voll des Lobes: „Als raue schwarze Komödie, die sich in die Absurdität wagt, um ihre Botschaft vermitteln zu können, ist diese Leistung des Regisseurs Josef Rödl ein echtes Original.“

### Schalom, meine Liebe(1998)
Der zweiteilige Fernsehfilm auf der Grundlage des gleichnamigen Romans von Rafael Seligmann thematisiert die Situation deutscher Juden auf der Suche nach Heimat im Spannungsfeld zwischen Deutschland und Israel, Judentum und Nicht-Judentum und wurde als „der erste deutsch-jüdische Gegenwartsfilm“ bezeichnet. Weil seine jüdische Familie in Deutschland mit seiner nichtjüdischen Freundin Ingrid nicht einverstanden ist, geht Ron, gespielt von Dominique Horwitz, nach Israel. Dort erwarten ihn seine Ex-Freundin Yael, von der er sich gelöst hat, als sie nicht mit ihm nach Deutschland gehen wollte, und der gemeinsame 15-jährige Sohn Benni. Yaels Vater verachtet Ron, weil dieser aus seiner Sicht Yael schwängerte und dann Israel verließ, ohne sich um sie zu kümmern. Als Yael bei einem Anschlag stirbt, nimmt Ron seinen Sohn mit nach Deutschland. Nach einigen Wirren werden Ron und Ingrid ein Paar, das sich zusammen mit Benni in Rons Familie aufgehoben fühlen kann.

### Kabarett, Kabarett(2010)
In seinem 90-minütigen Dokumentarfilm lässt Josef Rödl renommierte deutsche Kabarettisten über die Anfänge, Höhe- und Wendepunkte des politischen Kabaretts in West- und Ostdeutschland sprechen. Peter Sodann und Ernst Röhl führen uns zeigen die Zellen im Leipziger Gefängnis, in denen sie 1961 wegen einer Pointe über ein Jahr lang gefangengehalten wurden. „Die Archivaufnahmen und Bilder aus den Kabaretts in den Konzentrationslagern Westerbork und Theresienstadt gehören zu den bedrückendsten Momenten des Films: unerhörte, couragierte Satire im Angesicht des Todes.“

## Inhalte und Formen

### Motive

#### Raum
- Außenräume

Die frühen Spielfilme Albert – warum?, Franz – Der leise Weg und Grenzenlos, aber auch Der wilde Clown sind im ländlichen Raum der Oberpfalz angesiedelt.
Rödl empfindet die Dörfer als „leer“, „tot“, „traditionsbewusst, meist auch stur konservativ und, wenn nötig, verbissen reaktionär“. Er sieht in ihnen eine „unheilige Allianz von bäuerlicher Obrigkeitsgläubigkeit [...] und dümmlicher Arroganz [...] staatlicher und klerikaler Diener“ am Werk, die alle Andersdenkenden mundtot zu machen versucht und zur Flucht in die Städte treibt. Dennoch wollte der Regisseur die Dorfbewohner nicht an den Pranger stellen. Sein Verhältnis zur Oberpfalz ist ambivalent.
In Albert – warum? wirkt das filmische Geschehen wie ein „naturalistisches Abbild der bayrischen Dorf-Realität“. Schon kurz nach seiner Ankunft im Dorf weigert sich Albert, im Wohnhaus zu leben, und zieht in ein verfallendes Gebäude auf dem Hofareal: Er vollzieht die Vertreibung aus der angestammten Rolle des Hoferben und die Degradierung durch den Vater gegen dessen Willen räumlich nach. Der Handlungsort in Grenzenlos ist als „finsteres und menschenleeres Gespensterdorf“ gestaltet.
Insbesondere die Eröffnungs- und Schlussszenen weisen eine hohe Raumsymbolik auf. So versteckt sich Agnes am Anfang von Grenzenlos in ihrer Angst vor den Dorfbewohnern in einer Ruine auf einem Hügel; die Eröffnungssequenz zeigt, wie die Dörfler in großer Zahl und schnellen Schrittes auf die Ruine zustürmen, eine Jagdszene.
Der Gegenpol Stadt erscheint in Grenzenlos als Rotlichtviertel. In der Figur von Agnes’ Freundin zeigt Rödl das Klischee der Prostituierung der Bauerntochter in der Stadt, doch Agnes widersteht und kehrt ins Dort zurück. Agnes hat in der Stadt zwar ein äußerlich ereignisreicheres Leben als in ihrem Heimatdorf, ihr Innenleben aber verarmt. Dies entspricht Rödls persönlicher Erfahrung mit diesen beiden Räumen.
- Politische Konnotation von Außenräumen

Der wilde Clown wurde in Ostbayern gedreht, im Niemandsland eines amerikanischen Truppenübungsplatzes, „...einem Gebiet, wo heute nur Ruinen sind, keine Straßen, und wo das Wenige, das noch übrig ist, im Sterben liegt. Ich habe versucht, eine Metapher für die deutsche Wirklichkeit zu schaffen, einerseits ein Konzentrat aus vierzig Jahren Geschichte und andererseits unsere Gegenwart.“ Hier kommt die Konfrontation mit der Geschichte ins Spiel: Typisch für diese Gegend, so Rödl, sei die Verdrängung der nationalsozialistischen Vergangenheit: der Rückzug der Menschen in sich selbst, heftige Reaktionen auf konkretes Nachfragen, viele Widersprüche. Dies sei auch darauf zurückzuführen, dass die Familien in der Provinz viel weniger direkte Auswirkungen des Zweiten Weltkriegs zu spüren bekamen als die Menschen in den bombardierten Städten und der Krieg dort keine großen Veränderungen gebracht, ja sogar positive Erinnerungen hinterlassen habe.
Der Gegenraum zur Provinz ist im Film Amerika. Dieses Wort war für die Nachkriegsgeneration „eine große Verlockung heraus aus der provinziellen Enge“, das Auswandern in die USA gerade für Frauen, die mit amerikanischen Männern liiert waren, „eine deutsche Realität“. Dabei speiste sich das USA-Bild der Deutschen damals überwiegend aus Filmen: „Sie suchen Humphrey Bogart, Chaplin und Marilyn, aber sie treffen Menschen.“ „Jack stellt im Film mit Janis den Vergleich an: ‚Amerika und Deutschland, das ist wie du und ich. Du bist groß, modern und aufregend schön. Wie Amerika bist du. Ich bin eher wie Deutschland: nach dem Krieg dick geworden, aber die Existenz ist unsicher. Und seitdem wir uns mögen, mein Amerika – hast du mich voll im Griff.‘“
- Innenräume

Rödl interessiert sich für die inneren Bewegungen und Veränderungen seiner Figuren. Seiner Ansicht nach ist das Leben in der Provinz von außen gesehen zwar vergleichsweise ereignislos, aber die innere Sphäre, die Traumwelt der Figuren, ist sehr intensiv: Religion und Sexualität sind die Grundlage innerer Bilder und Träume, Leidenschaften und Aversionen. Die Statik einer filmischen Einstellung lässt sich mit äußerer Bewegungs- und Ereignislosigkeit in Verbindung bringen, der Übergang zur Traumwelt aber ist durch Bewegung, Farbe und Dynamik gekennzeichnet.

#### Bewegung und Grenzüberschreitung
Die Bewegung im ländlichen Raum ist, abgesehen von den Nutzfahrzeugen, von moderner Technik entkoppelt: Albert geht mit einer Schubkarre auf eine längere Fahrt durchs Dorf, und eine lange Kamerafahrt in Grenzenlos folgt einem Leiterwagen, den Agnes zieht.
Weil die Protagonisten in Grenzenlos und Albert – warum? ständig an die Grenzen von Freiheit und Toleranz stoßen, fordern sie mit exzentrischen Verhaltensweisen ebendiese Werte ein: „Du bist narrisch“, sagt Adis Vater zu Agnes: „Grenzenlos.“ Insbesondere für Liebesbeziehungen gelten in dieser Welt enge Gesetze, die Menschen zerstören können.

#### Religiöse Symbolik
In Grenzenlos wird das Feuer gezeigt, das die verbotene Liebe auslöscht: Agnes’ Geliebter verbrennt in einer Scheune, das brennende Gebälk, das in das Strohfeuer stürzt, hat die Form eines Kreuzes.

### Figuren
Über Menschen wie Albert und Agnes sagt Rödl: „Gerade in einer engen, repressiven Umgebung gibt es starke Kräfte, die aber untergehen müssen, wenn sie keiner stützt.“

#### Der Außenseiter
Mit seiner Langsamkeit im Sprechen und seinen physischen Handikaps wird der geistig wache Albert von der Dorfgemeinschaft zum Außenseiter gemacht, gemaßregelt, gehänselt, gedemütigt und als Sündenbock behandelt: „Sein Gesicht ist stumpf, seine Bewegungen sind langsam und eckig, er spricht schleppend und stammelnd – aber seine Gefühle offenbart er mit größerer Deutlichkeit als die Menschen um ihn herum; er ist verletzungsanfälliger.“ Mit „stoisch-melancholischem Gleichmut“ reagiert er auf die Herabsetzungen. Nur einmal wehrt er sich, und auch hier nicht mit körperlicher Gewalt, sondern indem er den Inhalt eines Bierglases in das Gesicht des Aggressors schüttet.

#### Weibliche Figuren
In Grenzenlos wird die Geschichte aus der Perspektive einer Frau erzählt, weil, so Rödl, Frauen in repressiver Umgebung eine besondere Sensibilität entwickeln.  Agnes’ Innenleben ließ sich über Träume und Mythen darstellen. Die beiden Frauen, die schließlich in die Stadt gehen, unterscheiden sich in Sprache, Bewegung und Denken grundlegend von den anderen Dorfbewohnern.

### Formale Elemente

#### Filmische Mittel
In Grenzenlos gibt es keinen freien Blick, die Kamera sucht durch Spalten und Ritzen, Ruinen und Torbögen nach den Figuren, in der Eröffnungsszene verschluckt der Nebel schon die nächsten Felder und Wälder.

#### Rollenbesetzung
Albert – warum? drehte Rödl nur mit Laien, mit Leuten aus seinem Dorf. Auch in Franz – der leise Weg spielen Menschen aus Darshofen, gedreht wurde dort.
Dabei spielten nicht das Finanzielle die Hauptrolle, sondern Rödls Ansatz war: „Wir erzählen unsere eigenen Geschichten.“ Und: „Wir sind unsere eigenen Künstler.“ Ein ausgebildeter Schauspieler kann, so Rödl, immer nur imitieren, während ein Laie zwar nur sich selbst darstellen kann, sein Agieren aber nichts Künstliches an sich hat. Damit die Arbeit mit Laien nicht zum Bauerntheater verkommt, müssen Rolle und Darsteller zusammenpassen. Deshalb arbeitete Rödl in seinen frühen Filmen mit Menschen, die er persönlich kannte. „In den ersten drei Filmen habe ich Laien besetzt, weil ich Bauernfilme gemacht habe, und Schauspieler sind eben keine Bauern.“ „Laien bringen nicht große Ideen zur Rolle mit, sondern sich selber. Der Regisseur muss sich unheimlich gut vorbereiten, bis zum kleinsten Augenaufschlag alles festlegen. Während beim Schauspieler nach der Einführung in die Szene die einzelnen Bewegungen meist nur noch zu kontrollieren sind, müssen sie beim Laien entwickelt werden.“ An der Arbeit mit Laien schätzt Rödl Arbeitsbedingungen, die die Grundlage dafür bilden, dass man „die Seele erreichen kann“: „das Drehen am Ort, keine großen Reisekosten, kein hemmender, weil hektischer und verplanter Produktionsbetrieb, größere Freiheit und Zeit, viel mehr Zeit zum Drehen.“
In Grenzenlos setzte Rödl sowohl Laiendarsteller als auch professionelle Schauspieler ein. Damit wollte der Regisseur den drei Ebenen des Films gerecht werden: der Realität, der des Traumes und der des Traumes mit offenen Augen. Mythos und Kunstsprache, die von der Umgangssprache der Oberpfalz weit entfernt sind, hätten aus den Mund von Dorfbewohnern unnatürlich gewirkt, sodass ausgebildete Schauspieler diesen Part übernehmen mussten. Aber wie schon bei den vorausgehenden Filmen liegt ein Schwerpunkt auf den Dorfbewohnern, die von Laien dargestellt werden, darunter Rödls Mutter und einer seiner Nachbarn.

#### Ton

##### Filmmusik
Enjott Schneider lobte an Albert – warum? und Franz – Der leise Weg  die „innere Weiträumigkeit“ der Protagonisten, „die durch die Art des Musikeinsatzes geschaffen wird.“ Schneider führt die Faszination der Zuschauer durch die Figuren darauf zurück, dass „in den dörflichen und einfachen Figuren mit ihrer äußeren Begrenztheit der weite Raum für eine freischwingende und sensible Musik ist (in Grenzenlos sogar für ein Orchester von symphonischer Fülle).“ Die Musikeinsätze sind bei Rödl immer im Zusammenhang mit der Geschichte zu sehen. Während sich zum Beispiel in Albert – warum? alles langsam entwickelt und dann hart aufhört, musste in Franz – Der leise Weg die Musik „eher einen Ausgleich zu den immer harten Anfängen schaffen.“
In Rödls Filmen steht die Musik in enger Verbindung mit der Raumdarstellung. So beginnt in  Grenzenlos eine Szene in der Kirche mit dominanter Orgelmusik, die zunächst aus dem Off wahrnehmbar wird und in der Vorstellung der Zuschauer einen weiten, nicht sichtbaren, inneren Raum entstehen lässt.
Dieser verengt sich durch die einsetzende Kamerafahrt zunächst auf den realen Innenraum Kirche, dann aber auf Agnes’ inneren Raum, wenn die Kamera Agnes zunehmend ins Zentrum stellt. Bei dieser zunehmenden Konzentration der Kamera auf die Protagonistin wird aus der Kirchenmusik wieder mehr und mehr eine Filmmusik. Nach und nach kommen aus dem Off die anderen Instrumente des komponierten Musikstücks dazu und lassen die Realität der Kirche in den Hintergrund treten. Nun füllt die Musik einen Imaginationsraum aus. Möglich wurde die akustische Umsetzung dieser Bewegung Innenraum – Außenraum – Innenraum, weil Peer Raben die Kirchenorgelklänge als Grundlage für die Filmmusik verwendete.
- Albert – warum?

In Albert – warum? wollte Rödl Holzblasinstrumente wie Flöte oder Oboe einsetzen, da diese in seinen Augen eine enge Verbindung zur gezeigten Landschaft haben. Er verzichtete jedoch bewusst auf Volksmusik, um den Film von Folklorismus fernzuhalten. Daher verwendete er vorwiegend klassische, zarte Flötenmusik von Bach, Debussy, Honegger, Schostakowitsch und Tartini, die dem ungelenken Protagonisten „eine eigentümliche Größe gibt und ihn von der Niedrigkeit seines Äußeren befreit.“ Die Musik wechselt sich mit den Geräuschen kunstvoll ab und wird nie unter einen Dialog gelegt, also nicht zur Untermalung verwendet, sondern hat eine eigene Funktion.
- Franz – Der leise Weg

Bei Franz – Der leise Weg arbeitete Rödl mit dem Komponisten Andreas Köbner zusammen und wünschte sich eine „klassische und orchestrale Musik“. Die Wahl von Anton Webern ergab, so Rödl, „eine neue Dimension im Film“.
Grenzenlos, bei dem Rödl mit Peer Raben kooperierte, führte im Gegensatz zu den beiden vorausgehenden Filmen zwei Protagonisten ein. Um dem gerecht zu werden, sollte die Musik „zwei Punkte und dazwischen ein Spannungsfeld“ gestalten.
- Grenzenlos

In Grenzenlos findet sich ein Beispiel für eine lyrische Bildmontage, bei der die Musik das Primäre ist und der Schnitt sich daran orientiert: Peer Raben hatte für die Dorffestszene eine Klavierfassung der späteren Filmmusik hergestellt, damit die Szene im Einklang mit der Musik geschnitten werden konnte.

##### Geräuscheinsatz
Enjott Schneider lobte an Albert – warum? und Franz – Der leise Weg „die gute Geräuschdramaturgie (die Qualität der Geräusche an sich, ihres Einsatzes, ihres Verwobenseins mit Musik).“
- Albert – warum?

Bei den Geräuschen in Albert – warum? wechseln realistische und überhöhte ab. Geräusche, so Rödl, „dürfen nicht nur eine realistische Wiederholung dessen sein, was schlecht aufgenommen wurde im Bild, sondern müssen eine eigene Ausdrucksebene bilden.“ Im Zusammenspiel von filmischem Realismus und überhöhter filmischer Gestaltung sieht Rödl ein wesentliches Spannungselement seines Films.
In der Eröffnungsszene am außerhalb des Dorfes liegenden Bahnhof, als Albert aus der psychiatrischen Klinik zurückkommt, bewegen sich Menschen und Zug geräuschlos. 160 Sekunden lang ist nur eine Soloflötensonate von Bach zu hören, die für Alberts sensiblen Innenraum stehen kann; erst danach setzen Geräusche ein. Die Zuschauer verlassen durch diese Veränderung Alberts Perspektive, die Einsamkeit, und kommen zusammen mit ihm in der Realität seines Heimatdorfes an.
In der Schlussszene läutet Albert heftig die Glocken, bevor er sich am Ende am Glockenseil erhängt; ein Sturmläuten, das traditionsgemäß ein Hilferuf ist, um die Menschen wegen einer drohenden Gefahr zusammenzurufen. Die Zuschauer sehen einen „Schnitt auf die laut tönende Glocke, die waagrecht in der Luft hängen bleibt: die Stille ist das Zeichen für Alberts Freitod geworden, - nicht metaphorisch, sondern ganz faktisch. So sachlich wie der Film.“
- Grenzenlos

Am Beispiel von Büchsengeklapper und Krähengekreische wird in Grenzenlos deutlich, wie bewusst Rödl Geräusche einzusetzen versteht: Die Zuschauer haben diese Geräusche „in der traumatischen Eingangscollage und auch sonst schon einige Male“ als Bestandteile der Filmmusik gehört, bis sie in der Szene bei der Vogelscheuche über die Bedeutung dieser Töne für Agnes’ Geschichte aufgeklärt werden: Die Vogelscheuche trägt die Kleidung von Agnes’ Vergewaltiger, den sie ermordet hat, die Vogelschreie werden „als Gewissensbisse und das Rätsel der klappernden Büchsen durch Lokalisierung im Bild aufgelöst“.

### Über Josef Rödl
- 1986: Enjott Schneider: Handbuch Filmmusik: Beiträge aus der Hochschule für Fernsehen und Film München / 1: Musikdramaturgie im Neuen Deutschen Film., Ölschläger Verlag München, ISBN 3-88295-116-8, S. 223–225.
- 1988: Annamaria Percavassi, Leonardo Quaresima, Elfi Reiter: Che cos’è lo ‚Heimatfilm‘? (Intervista con Josef Rödl) In: Annamaria Percavassi, Leonardo Quaresima, Elfi Reiter: Il villaggio negato. La Baviera e il cinema tedesco degli anni ottanta. Florenz La Casa Usher, BSB-ID 1253100, S. 97–101 (italienisch).
- 1989: Peter Glotz: Der Autorenfilmer Josef Rödl aus der Oberpfalz., in Lichtung, Jahrgang 2, Heft 3, S. 24–28, ISSN 0934-7712.

### Kritiken zu Filmen und Stücken
- Zu Alkaid – Pelzig hat den Staat im Bett.

 ‚Alkaid‘ mit Erwin Pelzig im Residenztheater. Mitreißende Komödie ohne großen Tiefgang: Uraufführung von ‚Alkaid‘ mit Erwin Pelzig im Residenztheater., www.merkur.de, 25. April 2010, abgerufen am 3. Dezember 2015.
- Zu „Tage wie Nächte“

Wolf Banitzki: Metropol Theater: ‚Tage wie Nächte‘ von Josef Rödl. Elegie über das Vergessen., www.theaterkritiken.com, abgerufen am 3. Dezember 2015.